# ELSA
ELSA, odnosno The European Law Student`s Association (u prevodu Evropsko udruženje studenata prava) je nepolitičko, nevladino i neprofitabilno udruženje koje okuplja preko 30.000 mladih pravnika i studenata prava sa oko 220 univerziteta iz 35 zemalja Evrope. Osnovali su je studenti prava iz Austrije, Nemačke, Mađarske i Poljske 1981. godine. Danas ELSA predstavlja najveću i najmoćniju nezavisnu asocijaciju studenata prava u svetu.
Vizija ELSA je „Pravedan svet u kome se poštuje ljudsko dostojanstvo i kulturna različitost“, a ciljevi su „Doprinos razvoju pravničkog obrazovanja, jačanje međusobnog razumevanja i promocija socijalne odgovornosti studenata prava i mladih pravnika“.
ELSA u Srbiji (tada Jugoslaviji) postoji od 1987. godine i punopravan je član ELSA International. U sastavu ELSA Srbije su pet lokalnih grupa na univerzitetima u Novom Sadu, Kragujevcu, Nišu i Beogradu i Univerzitetu Union.

## Istorija
su osnovali u Beču 4. maja 1981. studenti iz Poljske, Austrije, Mađarske i Zapadne Nemačke. 

## Sektori

### ()
Jedan od ciljeva ELSA je da poveže studente prava i mlade pravnike iz različitih zemalja i omogući im da kroz upoznavanje drugih pravnih sistema (prava Evropske unije i međunarodnog uporednog prava) postignu neophodan nivo znanja i sposobnosti kao pravnici na evropskom nivou. Radi ostvarivanja ovog cilja pokrenut je STEP (Student Trainee Exchange Programme) - program za razmenu studenata na praksi u inostranstvu. Ovaj program je dizajniran od samih studenata još 1984. godine i od tada je postao jedan od najatraktivnijih sektora ELSA. STEP je jedini svetski program za razmenu studenata prava sa ciljem da obezbedi praksu studentima koja će obuhvatiti sve pravne profesije. Mreža u preko 200 gradova omogućava studentima da putem plaćenih poslova širom Evrope (u mnogobrojnim kompanijama i advokatskim kancelarijama) putuju, upoznaju kolege iz drugih zemalja, saznaju kako funkcionišu drugi pravni sistemi i poboljšaju znanje engleskog jezika.

### AA (akademske aktivnosti)
Kako bi ispunili ciljeve organizacije (doprinos pravnom obrazovanju, učenje o drugim pravnim sistemima u duhu kritičkog dijaloga i međunarodne saradnje), u ELSA postoji sektor akademskih aktivnosti, koji kroz svoje mnogobrojne projekte pruža mogućnost članovima da saznaju nešto novo u oblasti prava, pa čak i da učestvuju u njegovom kreiranju. Objavljivanje različitih publikacija, organizovanje debata i tribina o aktuelnim problemima samo su neka od sredstava kojima ELSA nastoji da probudi svest društva, kako bi ono zauzelo aktivniji stav prema problemima koji nas okružuju. Članovima se pruža mogućnost da se oprobaju u organizacionim veštinama, steknu korisne kontakte i preporuke, a mogu i da usavrše svoje pravničke veštine učestvovanjem u takmičenju simulacije suđenja, kao i da saznaju nešto više o studijama u drugim zemljama i na drugim fakultetima.

### (seminari & konferencije)
je jedan od najdimaničnijih sektora ELSA koji pruža studentima prava i mladim pravnicima iz različitih zemalja priliku da upotpune svoje univerzitetsko obrazovanje i prošire znanje i razumevanje različitih pravnih, društvenih, ekonomskih i globalnih problema.
S&C obuhvata:
- Pravne škole, konferencije i seminare širom Evrope koje se bave različitim oblastima prava i uključuju učešće eminentnih stručnjaka.
- Predavanja i panel diskusije - pružaju mogućnost studentima da se pridruže debati o aktuelnim pravnim temama.
- - uzajamne posete lokalnih grupa, jedinstvena prilika da studenti prava otkriju Evropu.

Organizatori seminara i konferencija obezbeđuju smeštaj za učesnike. U organizaciji ELSA se svake godine održi više od 50 međunarodnih seminara i konferencija koji se bave aktuelnim pravnim temama i pripremaju buduće mlade pravnike za dinamičnu karijeru u međunarodnoj pravnoj areni.

### Marketing
Marketing predstavlja potporni stub rada ELSA-e jer promoviše u javnosti sve ono što rade ostali sektori. Marketing promoviše organizaciju među studentima i drugim interesnim grupama, pred profesorima prava i pravnicima praktičarima, pred medijima i pravnim laicima. Takođe, marketing ima dužnost da učini finansijsku pordršku ELSA-i atraktivnom i isplativom za sponzore.

## Spoljašnje veze
- Zvanični sajt
- Zvanični sajt ELSA u Novom Sadu
- Zvanični sajt ELSA u Beogradu